# Nagyruszka
Nagyruszka (szlovákul: Veľký Ruskov) Újruszka településrésze, korábban önálló község Szlovákiában, a Kassai kerület Tőketerebesi járásában.

## Fekvése
Tőketerebestől 4 km-re, északnyugatra fekszik. Újruszka központi (északi) településrészét alkotja.

## Története
Ruszkát 1217-ben „Ruzka” néven említi először írott forrás, a szomszédos Vécse község határleírásában.
Nagyruszka külön 1308-ban szerepel, mint Konrád fiainak, Mátyásnak, Tamásnak és Budának birtoka. 1342-ben Kisazari Mihály fia Miklós birtoka. 1387-ben Perényi István fia Péter a falu birtokosa. 1441-ben Nagyruszkán 38 portát számláltak, ezzel a nagyobb falvak közé tartozott. 1468-ban „Nagh Rwzka” néven említik, a homonnai uradalom része volt. A 16. század végén és a 17. században a terebesi uradalom része, Drugeth György a tulajdonos. 1601-ben 13 lakott és 8 elpusztult háztartása létezett. Nagyruszka temploma a 17. században már állt, ekkor már a reformátusoké. 1663-ban súlyos pestisjárvány pusztított. A kipusztult lakosság helyére nemsokára görögkatolikus ruszinok érkeztek. 1701-ben Nagyruszka 30 házából 14 lakott és 16 lakatlan. A 18. században már a Csáky, Péchy és Andrássy családok is birtokosok itt. 1715-ben 17 lakatlan és 9 lakott háza volt. 1752-ben a kincstár a birtokos. 1764-ben már több birtokossal is rendelkezett. 1787-ben 54 házában 459 lakos élt.
A 18. század végén Vályi András így ír róla: „Nagy Ruszka. Tót falu Zemplén Várm. földes Urai több Uraságok, lakosai görögkatolikusok, fekszik n k. Tőke Terebeshez, é. pedig Gálszécshez egygy órányira; határja hasonló Kis Ruszkáéhoz, de ennek erdeje van, réttye szűk, piatza Kassán.”
1822-ben lakói többségben görögkatolikus ruszinok, kisebb részben szlovák és magyar reformátusok, valamint római katolikusok. 1828-ban 87 házában 641 lakosa volt, akik főként mezőgazdaságból éltek.
Fényes Elek 1851-ben kiadott geográfiai szótárában így ír a faluról: „Ruszka (Nagy), orosz f., Zemplén vgyében, 19 r., 625 g. kath., 6 zsidó lak. Gör. kath. paroch. templom. 820 hold szántóföld. F. u. gr. Csáky, Péchy. Ut. p. Vecse.”
Borovszky Samu monográfiasorozatának Zemplén vármegyét tárgyaló része szerint: „Nagyruszka, tót kisközség az Ondava völgyében. Van 112 háza s 671, nagyobbára gör. kath. vallású lakosa. Postája, távírója és vasúti állomása Tőketerebes. Hajdan a homonnai, majd a XVII. század végén a terebesi uradalomhoz tartozott. Újabbkori birtokosai a Csáky grófok, a Péchyek s a gróf Andrássyak voltak s most is a gróf Andrássyaknak van itt nagyobb birtokuk. 1663-ban ezt a községet sem kerülte el a pestis-járvány. Gör. kath. templomának építési ideje meg nem állapítható. Ide tartozik Rókás-tanya is.”
1910-ben 655, többségben szlovák lakosa volt, jelentős magyar kisebbséggel. 1920-ig Zemplén vármegye Gálszécsi járásához tartozott.
1964-ig önálló község, ekkor Kisruszkával összevonták Újruszka néven.

## Nevezetességei
- Görögkatolikus temploma.

## Külső hivatkozások
- Nagyruszka Szlovákia térképén[halott link]